# Steatoda latifasciata
Steatoda latifasciata là một loài nhện trong họ Theridiidae.
Loài này thuộc chi Steatoda. Steatoda latifasciata được Eugène Simon miêu tả năm 1873.